# Nova Olinda do Norte (ort)
Nova Olinda do Norte är en ort i delstaten Amazonas i nordvästra Brasilien. Den är huvudort i en kommun med samma namn och folkmängden uppgick till cirka 14 000 invånare vid folkräkningen 2010. Orten är belägen längs Madeirafloden och en mindre flygplats är belägen i den nordöstra utkanten.